# الحروب الروسية الفارسية
الحروب الروسية الفارسية (بالروسية: Русско-персидская война) أو الحروب الروسية الإيرانية (بالفارسية:  جنگ‌های ایران و روسیه) هي سلسلة من الصراعات بين عامي 1651 و1828 فيما يتعلق ببلاد فارس والإمبراطورية الروسية. خاضت روسيا وبلاد فارس هذه الحروب بسبب الحكم المتنازع عليه للأراضي والبلدان في منطقة القوقاز. ومن بين المناطق المتنازع عليها: أذربيجان وجورجيا وأرمينيا بالإضافة إلى الكثير من مقاطعات داغستان - التي يُشار إليها عمومًا باسم جنوب القوقاز - والتي كانت تُعتبر جزءًا من الدولة الصفوية قبل بداية الحروب الروسية الفارسية. وعلى مدى سنين الحرب الخمس، تناقلت الإمبراطوريتين حكم هذه المناطق. بين الحربين الثانية والثالثة بين الإمبراطورية الروسية وبلاد فارس، كانت هناك فترة وجيزة تم فيها توقيع عدد من المعاهدات بين الإمبراطوريتين، وكذلك بينهما وبين الإمبراطورية العثمانية. وقد ساهم الاهتمام العثماني بهذه الأراضي في تعقيد الحرب إذ شكَّل الجانبان تحالفات على نقاط وقضايا مختلفة مع الإمبراطورية العثمانية طوال فترة الحرب. بعد معاهدة تركمانجاي، التي أنهت الحرب الروسية الفارسية الخامسة، تنازلت الإمبراطورية الفارسية عن جزء كبير من أراضيها في القوقاز للإمبراطورية الروسية.

## علاقات ما قبل الحرب

### العلاقات الاقتصادية
وُضعت هذه الوثائق المذكورة في إطار برنامج التعاون بين روسيا وبلاد فارس عام 1521، والذي قام بإيفاد شاه إسماعيل الصفوي بمثابة مبعوث دبلوماسي إلى القيصر فاسيلي إيفانوفيتش من دوقية موسكو الكبرى. لذا نادرًا ما تبادل الطرفان أية علاقات تجارية وكثيرًا ما عمل التتار التركي كوسيط تجاري بينهما.
في عام 1514، فرضت الإمبراطورية العثمانية حصارًا تجاريًا على بلاد فارس. ومن أجل تخفيف هذا الضغط من العثمانيين، حاول الشاه عباس الأول الصفوي إنشاء طرق تجارية برية بديلة عبر روسيا. تسببت محاولة عثمانية للاستيلاء على شروان بقيام الشاه طاهماسب الأول بإرسال مبعوث دبلوماسي إلى موسكو عام 1552. وفي عام 1580، احتل العثمانيون شروان وأجزاء من كارتلي كاخيتي، بما في ذلك تبليسي. وهدَّدت القوات العثمانية خانية أستراخان، التي تُعدّ مركزًا تجاريًا روسيًا هامًا وموقعًا أساسيًا للطرق التجارية. وعد الشاه محمد خدا بنده بالتنازل عن دربند وباكو لروسيا بعد تحريرهما من بين يدي الإمبراطورية العثمانية.
ضمَّت روسيا كل من خانية قازان وأستراخان في عامي 1552 و1556 على التوالي، وذلك لتوسيع طريق فولغا التجاري ليصل إلى القوقاز وبحر قزوين. تمثلت النقاط الهامة على طول هذا الطريق التجاري في غيلان ودربند باعتبارهما مركزان لطرق التجارة البحرية والبرية بين روسيا وبلاد فارس على التوالي، بالإضافة إلى المراكز التجارية في كل من أستراخان وشماخى. عُدّت مدينة شماخى على وجه الخصوص موقعًا تجاريًا هامًا من روسيا: وخاصةً في تجارة الحرير والجلود والأدوات المعدنية والفراء والشمع والشحم. تبادل الفُرس التجارة في روسيا، حتى وصلوا إلى نيجني نوفغورود وخانية قازان، اللتان تطورتا لتُصبحا مراكز تجارية هامة. في عام 1555، أُنشئت شركة موسكوفي الروسية لغرض وحيد وهو التجارة البرية مع بلاد فارس.
في عام 1562، أرسلت مقاطعة شروان مبعوثًا إلى روسيا لإقامة علاقات تجارية رسمية. ثم قامت شماخى فيما بعد بنفس الشيء عام 1653. يُعدّ الأرمن من مدينة جلفا من أوائل الفُرس الذين عملوا بالتجارة مع روسيا في شمال بلاد فارس. واعتُبرت جلفا حلقة وصل هامة على طريق روسو الفارسية التجاري الذي نشأ في غيلان. وفي عام 1604، أعاد الشاه عباس الأول توطين عدد كبير من الأرمن من جلفا إلى عاصمته التي تأسَّست حديثًا، أصفهان، ومنحهم أيضًا العديد من الحقوق التجارية. مدَّد الشاه عباس فترة الائتمان وخفّض الضرائب ومنح الأرمن كامل حريتهم الدينية.
وعلى مدار القرن السادس عشر، غالبًا ما ترافقت العلاقات الدبلوماسية الفارسية مع إرسال مبعوثين تجاريين الذين أحضروا مواد مثل الحرير والأدوات المعدنية إلى روسيا. وفي المقابل، أرسلت روسيا الفراء والصقور والحيوانات البرية. في الواقع، اشتُهرت مدينتي أصفهان ويزد بصناعة المخمليات ونسيج التفتا والحرير إذ مثلوا أكثر من سبعين في المائة من السلع التي نُقلت إلى روسيا في القرن السادس عشر.
في عام 1616، أكدَّت بعثة دبلوماسية إلى موسكو على تنفيذ وعود الحماية للتجار الفُرس في روسيا. إذ كثيرًا ما كان المبعوثون الدبلوماسيون يرافقونهم بالعمل التجاري داخل روسيا. ومع ذلك، تعرَّض التجار الرُّوس لمضايقات مخطط لها مُسبقًا في غيلان وأردبيل، ورفض يوسف خان، محافظ شماخى، منح أي شكل من الحماية لهم.
حافظت صادرات الحرير على نسبة مرتفعة في السوق في أوائل القرن السابع عشر. وفي عام 1623، شُحن أكثر من 2000 كغ من الحرير من أستراخان إلى مدن أخرى عبر الإمبراطورية الروسية. ولكن في ظل فترة الشاه صفي الصفوي، انخفضت الصادرات الرسمية واستُبدلت بتجارة خاصة. في عام 1634، لم يُسجَّل أي نوع من المبادلات التجارية ولم تُنقل أي بضائع. وبعد عامين، توقفت التجارة بالكامل مرة أخرى بسبب انتشار الطاعون، ولكنها استؤنفت واستمرت بالازدهار إلى حدّ كبير. وفي عام 1676، تم تصدير 41 ألف كغ من الحرير من بلاد فارس إلى روسيا.

### العلاقات السياسية
في الفترة من عام 1464 حتى عام 1465، أرسل القيصر إيفان الثالث مبعوثًا تجاريًا إلى شماخى ساعيًا إلى تشكيل تحالف ضد العثمانيين. استمر هذا الاهتمام بتشكيل التحالف حتى القرن السادس عشر وأثناء عهد الشاه عباس الأول، لذا بقيت بلاد فارس تُشكل قوة سياسة خارجية معادية العثمانيين.
كان انهيار موسكو في زمن المتاعب التي سبقت انضمام عائلة رومانوف إلى العرش الروسي عام 1613 سببًا في إضعاف روسيا، حتى أن بلاد فارس قد حولَّت تركيزها على السياسة الخارجية في أوروبا الغربية مقابل تشكيل تحالف ضد للعثمانيين. حافظ الشاه عباس على علاقاته مع آل هابسبورغ في النمسا على أمل تأييدهم للتحالف، إلى جانب علاقات وطيدة مع المجر وأذربيجان.
في أواخر القرن السادس عشر، بدأت روسيا تنظيم حملة ضد شامخالات تاركي، التي حكمت شمال داغستان وكانت تابعًا اسميًا لبلاد فارس. احتلت القوات الروسية دربند وداغستان وباكو، وبَنَت الحصون جنوب نهر تيريك. إلا أن الفُرس كانوا حذرين من مجابهة هذه المطالب الإقليمية خشية تعريض التحالف للخطر أو الفشل.
بين عامي 1598 و1618، أرسل الرُّوس العديد من المبعوثين إلى بلاد فارس استجابةً لطلبات المساعدة العسكرية ضد الإمبراطورية العثمانية.
في عام 1612، وقَّع الشاه عباس الأول معاهدة نصوح باشا مع الإمبراطورية العثمانية لإنهاء الحروب العثمانية الفارسية. واشترطت هذه المعاهدة الحياد الفارسي على العلاقات الروسية العثمانية. انخفضت وتيرة التجارة في شماخى بشكل كبير بعد توقيع هذه المعاهدة، بالإضافة إلى أن انتصار الصفويين على العثمانيين في عام 1618 قد نفى الحاجة إلى المساعدة الروسية.
في عام 1630، استُكمل القتال بين بلاد فارس والإمبراطورية العثمانية من جديد حتى توقيع معاهدة زهاب، التي أدَّت إلى نوع من الحذر الدبلوماسي من الفُرس من رغبتهم بعدم مقاومة الإمبراطورية العثمانية.